# Nationaal park Mount William
Het Nationaal park Mount William is een nationaal park in Australië, aan de noordoostkust van het eiland Tasmanië. Het werd gevestigd op 3 oktober 1973. Het park is aangelegd om onder andere de bedreigde Grijze reuzenkangoeroe te beschermen. Het park is dan ook een belangrijk gebied voor deze kangoeroesoort. Er komen ook bijna 100 verschillende soorten vogels voor.
Het park ligt aan de kust van de Tasmanzee en beslaat een groot gedeelte van noordoostkust van het eiland. Het park bestaat dan ook met name uit zandstranden en achterliggend landschap. De stranden worden gekenmerkt door de vele door de zee afgeronde stenen en kleine rotsformaties. Het hoogste punt van het park is de 216 meter hoge heuvel Mount William.
Het park is met de auto bereikbaar, er lopen twee wegen naar het park, één naar het noorden van het park en één naar het zuidelijke gedeelte. In het noordelijke gedeelte bevinden zich enkele campingplaatsen, picknickplaatsen, een parkeerplaats en het begin van de wandeling naar Mount William. Het zuidelijke gedeelte omvat onder andere een camping- en picknickplaats en een vuurtoren op het schiereiland Eddy Stone Point.
Ben Lomond · 
Cradle Mountain-Lake St Clair · 
Douglas-Apsley · 
Franklin-Gordon Wild Rivers · 
Freycinet · 
Hartz Mountains · 
Kent Group · 
Maria Island · 
Mole Creek Karst · 
Mount Field · 
Mount William · 
Narawntapu · 
Rocky Cape · 
Savage River · 
South Bruny · 
Southwest · 
Strzelecki · 
Tasman · 
Walls of Jerusalem
Nationale parken in: AUS · NSW · NT · QLD · SA · TAS · VIC · WA